# NGC 2863
NGC 2863 је спирална галаксија у сазвежђу Хидра која се налази на NGC листи објеката дубоког неба.
Деклинација објекта је - 10° 25' 59" а ректасцензија 9h 23m 36,5s. Привидна величина (магнитуда) објекта NGC 2863 износи 12,9 а фотографска магнитуда 13,5. NGC 2863 је још познат и под ознакама NGC 2869, MCG -2-24-18, IRAS 09211-1012, PGC 26609.